# Diego Abella
Diego Abella Calleja (22 de octubre de 1998; Córdoba, Veracruz, México) es un futbolista profesional mexicano que juega como delantero en el club Jaguares de Chiapas F. C. de la Liga premier

## Estadísticas

### Clubes
Actualizado al último partido jugado el 22 de julio de 2022.
| D. Toluca · México                | 1.ª                 | 2018-19             | 5  | 0 | 2 | 0 | 1 | 0 | 8  | 0 | 0.00 |
| D. Toluca · México                | 1.ª                 | 2020-21             | 6  | 0 | - | - | - | - | 6  | 0 | 0.00 |
| D. Toluca · México                | Total               | Total               | 11 | 0 | 2 | 0 | 1 | 0 | 14 | 0 | 0.00 |
| C. Puebla · México                | 1.ª                 | 2019-20             | 15 | 1 | 2 | 0 | - | - | 17 | 1 | 0.07 |
| C. Puebla · México                | Total               | Total               | 15 | 1 | 2 | 0 | 0 | 0 | 17 | 1 | 0.06 |
| A. Morelia · México               | 2.ª                 | 2021-22             | 29 | 6 | - | - | - | - | 29 | 6 | 0.21 |
| A. Morelia · México               | 2.ª                 | 2022-23             | 2  | 0 | - | - | - | - | 2  | 0 | 0.00 |
| A. Morelia · México               | Total               | Total               | 31 | 6 | 0 | 0 | 0 | 0 | 31 | 6 | 0.19 |
| Total en su carrera               | Total en su carrera | Total en su carrera | 57 | 7 | 4 | 0 | 1 | 0 | 62 | 7 | 0.11 |
| (1) Incluye datos de Copa México. |                     |                     |    |   |   |   |   |   |    |   |      |

## Honores
México U23
- Cacerola Medalla de Bronce americano: 2019

## Palmarés

### Títulos nacionales
| Título               | Club             | País   | Año  |
| -------------------- | ---------------- | ------ | ---- |
| Liga de Expansión MX | Atlético Morelia | México | 2022 |